# أشعة مهبطية

رسم تخطيطي لإنبوب كروكس: المعدات A هو مزود فولتي ضعيف لتسخين الكاثود C (الكاثود البارد كان قد استخدم بواسطة كروكس). B هو مزود طاقة عالي الفولتية لتنشيط الأنود المغلف بالفوسفور P. القناع المضلل M يكون متصل بجهد الكاثود, والصورة ينظر فيها إلى الفوسفور كنطاق غير متوهج

أشعة المهبط أو أشعة الكاثود أو أنبوب الأشعة المهبطية هي سيل من الأشعة غير المنظورة تنبعث من مهبط أنبوبة تفريغ كهربي ضغط الغاز فيها منخفض يتراوح بين 01. : 001. مم زئبق وفرق الجهد بين قطبي المصدر الكهربي يصل إلى 10000 فولت.

## خواصها
- تسير في خطوط مستقيمة من المهبط (الكاثود) إلى المصعد (الأنود) تبسيطاً بشكل موازٍ للحقل الكهربائي المطبق بين المصعد والمهبط.
- لها تأثير حراري حيث أنها تحدث توهج على جدار أنبوب التفريغ.
- تتكون من دقائق مادية صغيرة. أي ان لها كتلة
- تتأثر بالمجال المغناطيسي والكهربائي بطريقة تدل على أن شحنتها سالبة.
- لا تتغير بتغير نوع مادة المهبط أو نوع الغاز المخلخل مما يدل على انها تدخل في تركيب جميع المواد.

## وجه الشبه بين أشعة الكاثود وأشعة الضوء
- تسير هذه الاشعة داخل الأنبوبة في خطوط مستقيمة تبسيطاً بشكل موازٍ للحقل الكهربائي المطبق بين المصعد والمهبط أي عمودياً على سطح المهبط (الكاثود). وكذلك لو نظرنا إلى أحد خصائص الضوء سنجدها تحمل صفة الاستقامة مثل أشعة الكاثود، بحيث لو أننا وضعنا جسماً معيناً في ضوء الشمس سيتكون ظل لهذا الجسم.
- عند اصطدام هذه الأشعة بسطح معدني رقيق فإنها ترفع درجة حرارته حتى التوهج (أي أنها تحمل طاقة حرارية)، كذلك الضوء يحمل هذه الصفة، حيث لو أننا لمسنا مصباح سيارة مثلا بعد مشوار طويل في الليل سنجد أنه ساخن أي يحمل طاقة حرارية فهذه الطاقة تحولت من الطاقة الضوئية.
- تحرك عجلة خفيفة عند اصطدامها بها أي أن لها كمية حركة (أو كتلة)، ولكن لونظرنا إلى الضوء سنجد أنه لا يحمل هذه الصفة، حيث لو أننا سلطنا مصباح على مروحة قابلة للدوران حول محور لن تدور هذه المروحة ولكن سيحدث العكس عند أشعة الكاثود (أي ستدور المروحة).
- تنحرف هذه الأشعة عند دخولها مجالاً مغناطيسياً عمودياً على اتجاهها (أي أنها تمتلك شحنات كهربائية سالبة)، ولكن لو سلطنا ضوء مصباح على المولد الكهربائي سنجد أن الضوء يسير بلا انحراف أو تكسر أو حيود فهذا يفسر أن الضوء لا يحمل هذه الصفة ولا يتأثر بالمجال المغناطيسي.
- كلاهما يتشابهان الا ان اشعة الكاثود مشحونه وضوء غير مشحون حيث عندما تحضر شيء مغناطيسي تنجذب اشعة الكاثود اليها هذا بسبب ان اشعة الكاثود مشحونه بشحنات موجبه وسالبه

## مصمم التجربة
وليم كروكس، هو مصمم تجربة الأشعة المهبطية عندما أراد اختبار نموذج دالتون في النصف الثاني من القرن التاسع عشر عام 1870م.اما تومسون فهو الذي أجاب عن تساؤلات العلماء انذاك مما جعل تومسون يكتشف الإلكترون.

## معرض صور

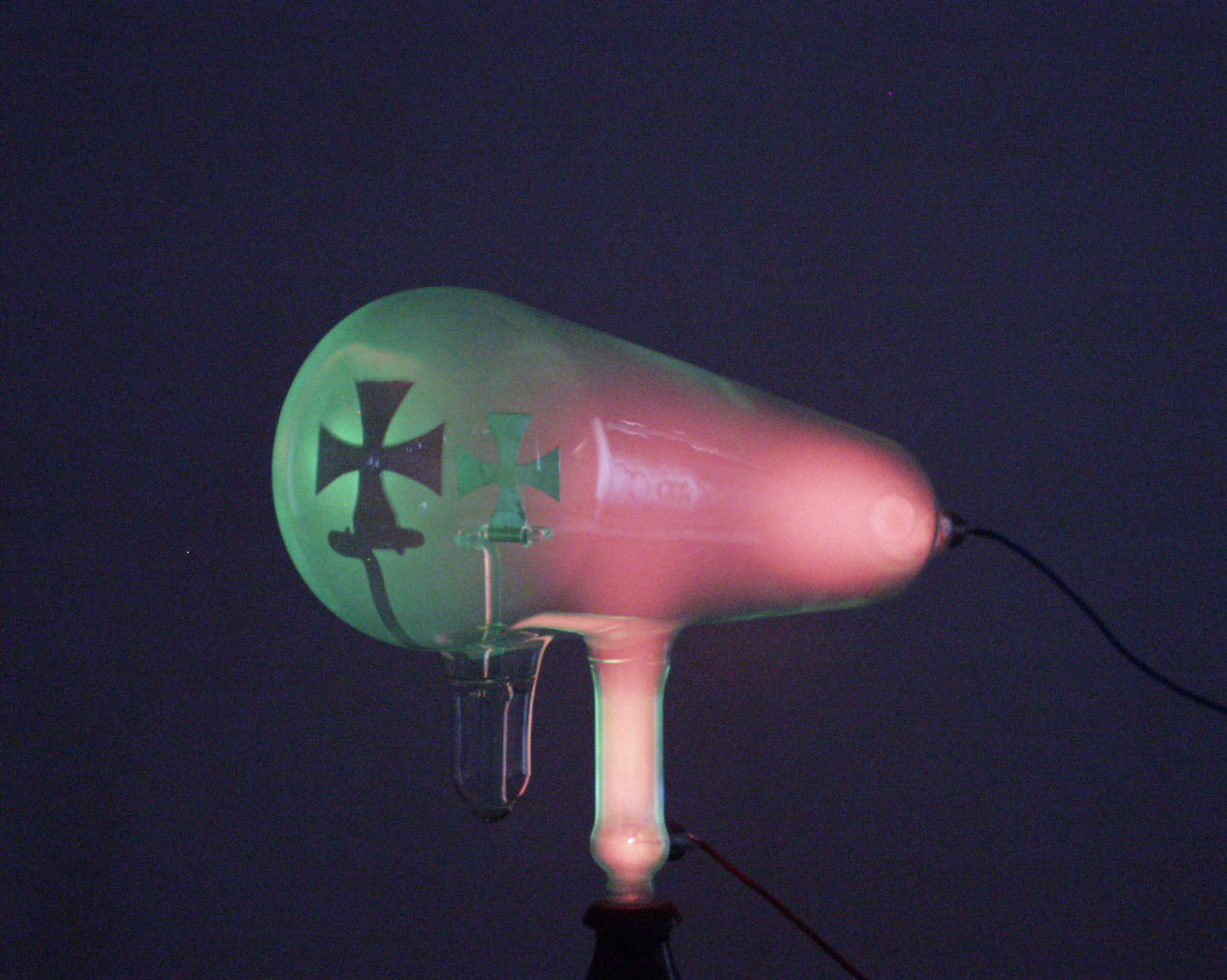
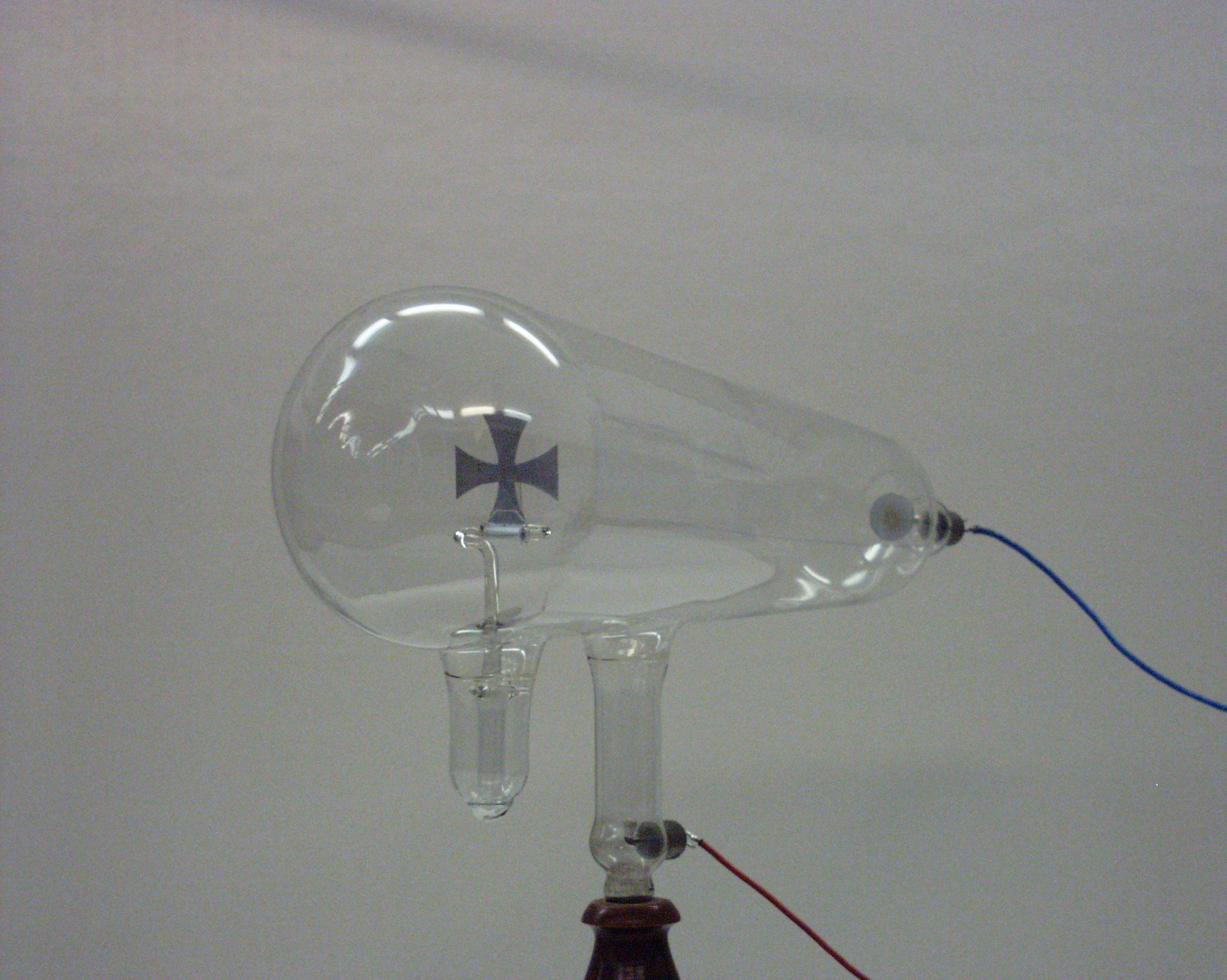
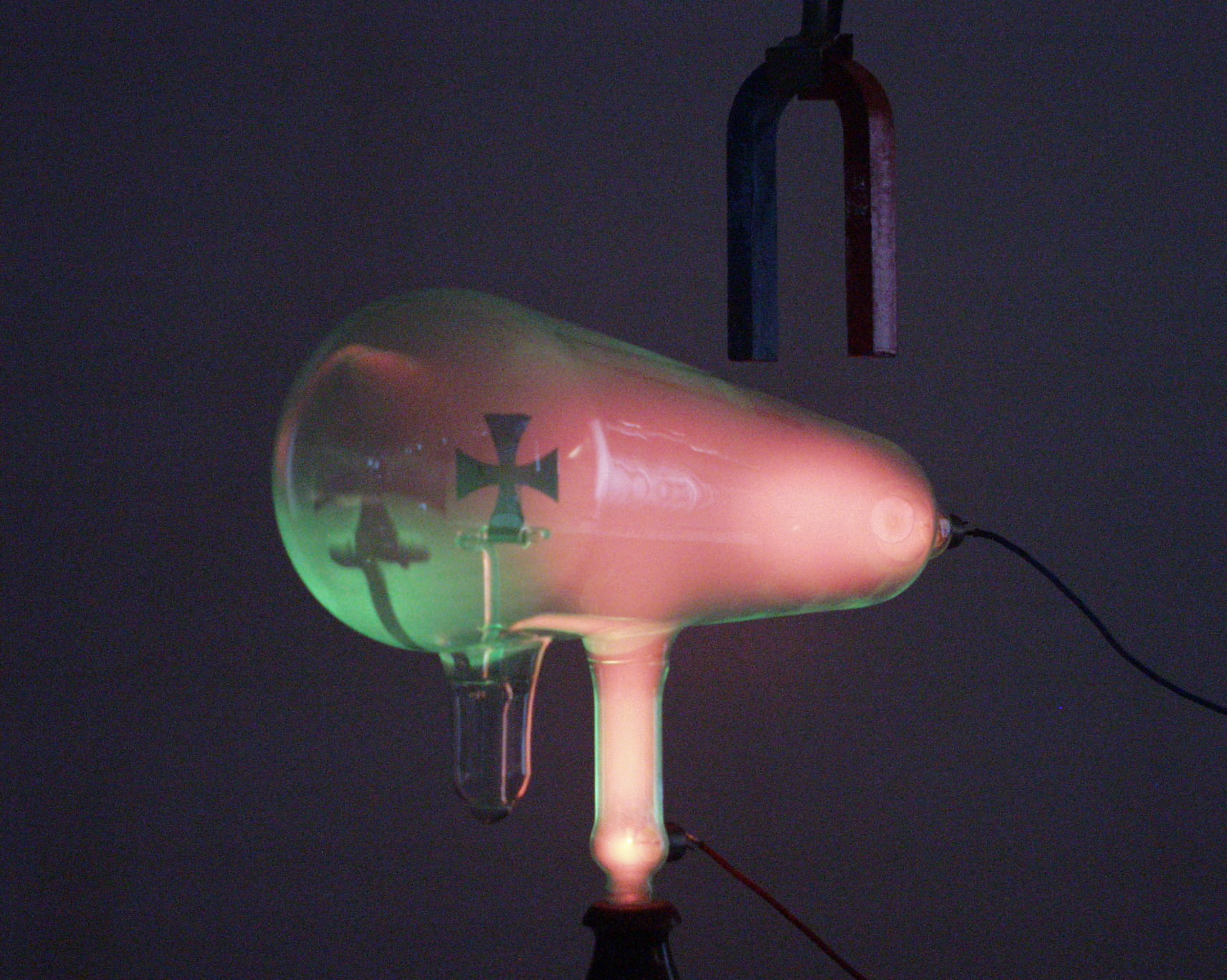
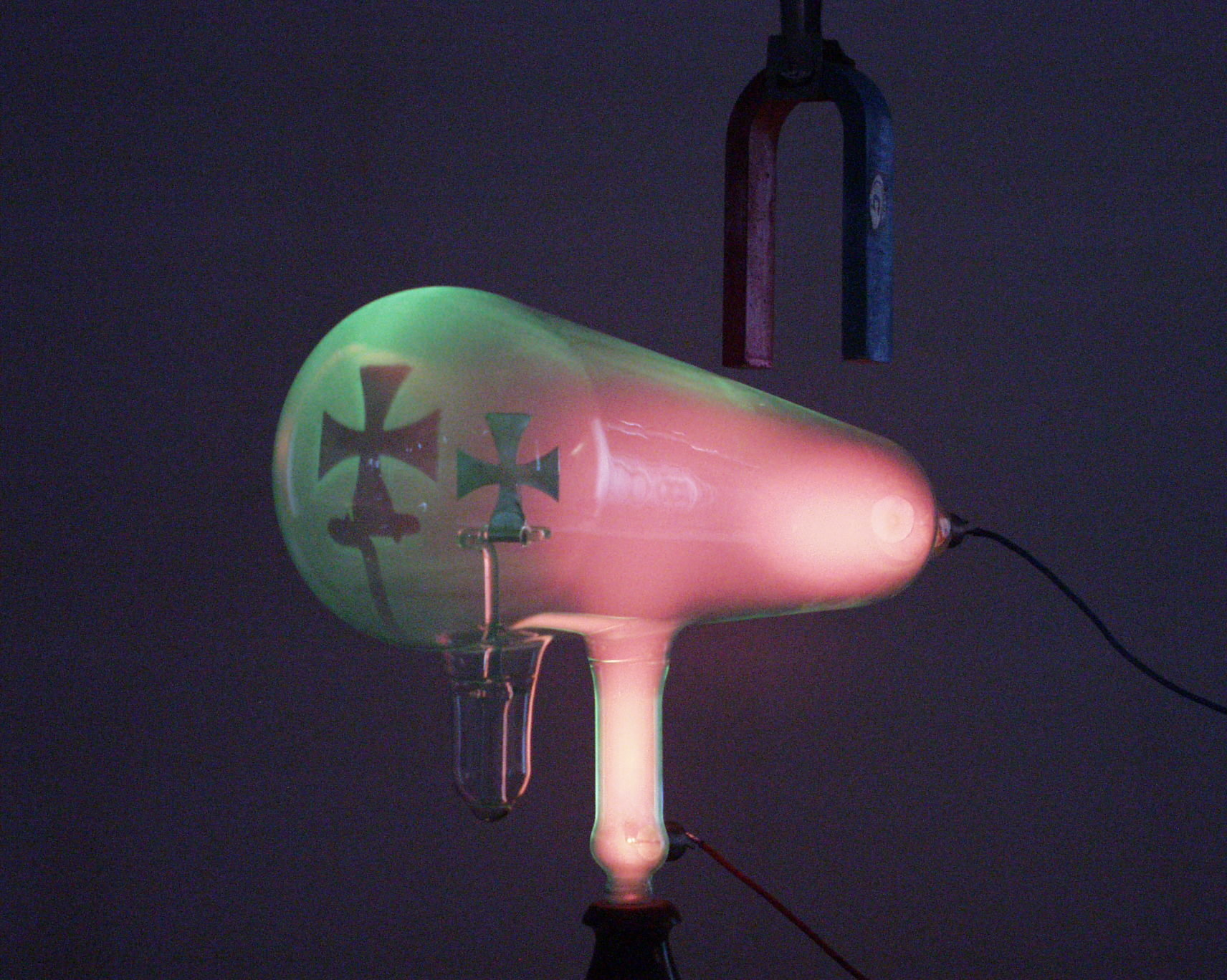